# Robert Falk

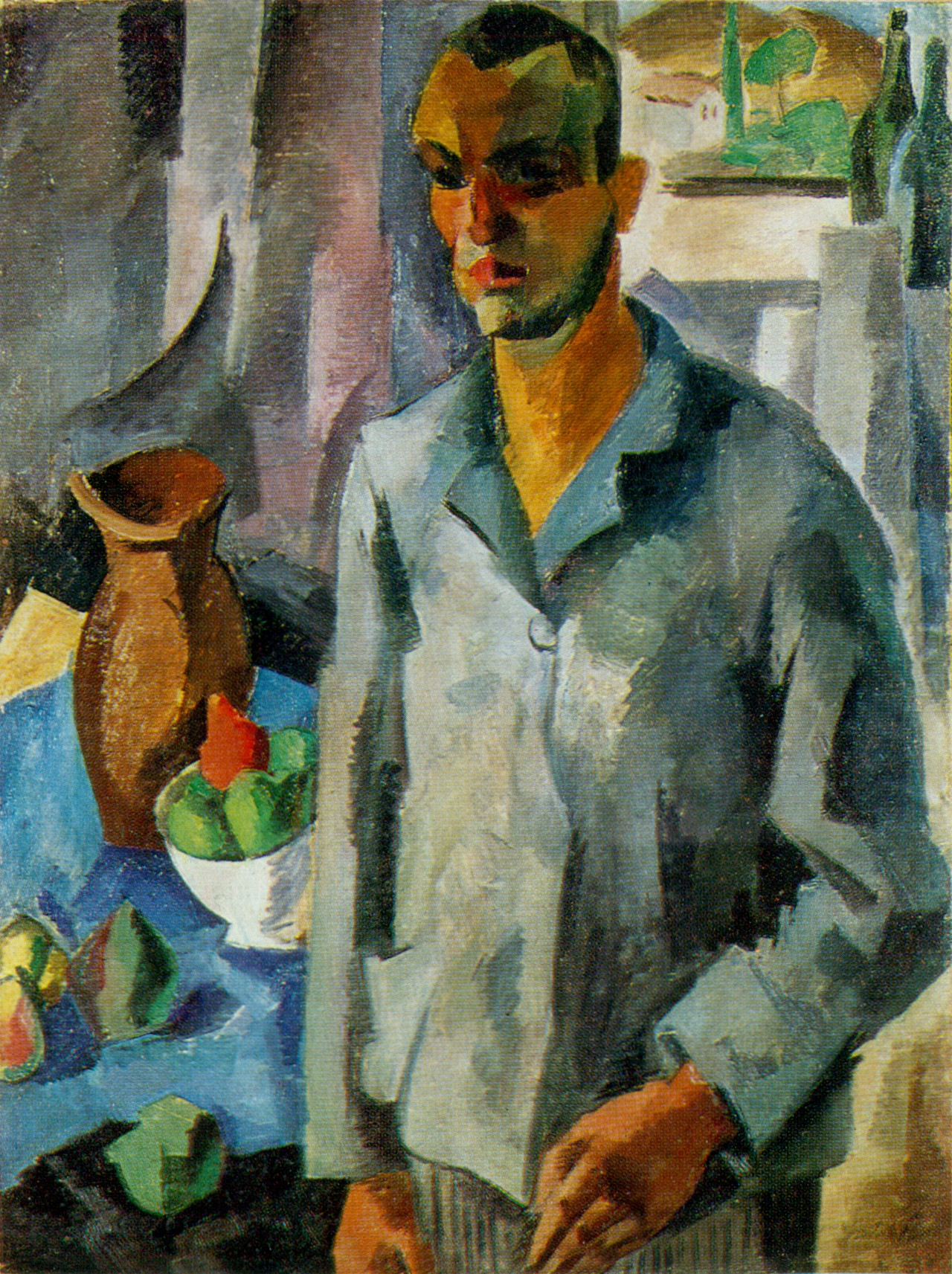
Falk Autorretrato frente a una ventana 1916

Robert Falk (Роберт Рафаилович Фальк, (15 de octubre de 1886 - 1 de octubre de 1958) fue un pintor vanguardista ruso.

## Biografía
Falk nació en Moscú en 1886. Entre 1903 y 1904 estudió arte en los talleres de Konstantin Yuon e Iliá Mashkov, y entre 1905 y 1909 en la Escuela de Pintura, Escultura y Arquitectura de Moscú con Konstantin Korovin y Valentin Serov.
En 1910, Falk fue uno de los fundadores y el miembro más activo del grupo artístico Sota de Diamantes. 
Junto con Mijaíl Lariónov y Natalia Goncharova, Iliá Mashkov, Piotr Konchalovsky, Aleksandr Kuprin, Aristárquico Léntulov y Vasili Rozhdestvensky, con quienes trabó amistad en la Escuela de Pintura de Moscú, fue uno de los principales representantes de la Sota de Diamantes (en ruso: Бубновый валет). Este grupo de artistas, una de las primeras corrientes de la vanguardia rusa, rechazó el academicismo y el realismo del siglo XIX y se vio influenciado, inicialmente, por la obra de Paul Cézanne, a quien defendía, y por el postimpresionismo.
El grupo consideraba a Paul Cézanne el único pintor digno de ser seguido, y el resto del arte visual demasiado trivial y burgués. La característica distintiva de las pinturas de Falk de la época era la «escultura» de la forma mediante múltiples capas de diferentes pinturas.

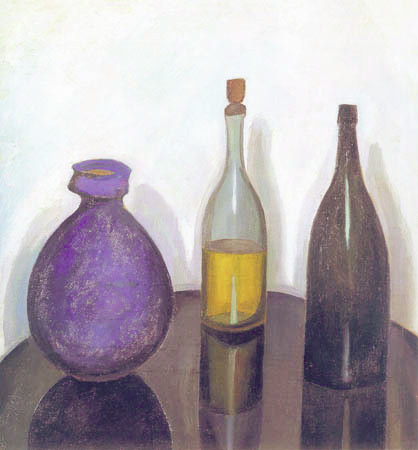
Robert Falk,Naturaleza muerta: Botellas y una jarra. 1912

## La década de Falk en Francia (1928-1937)
En 1928, Robert Falk fue enviado a París por el Comisariado del Pueblo de Educación de la URSS, que también estaba a cargo de todos los asuntos culturales. 

## Galeria

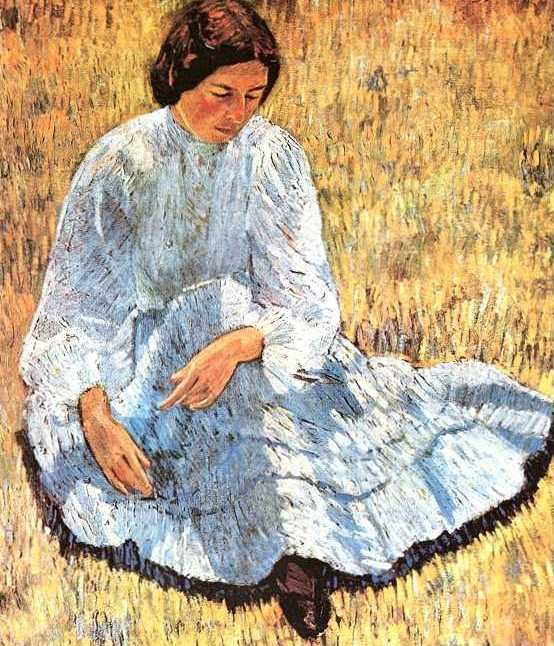
Lisa au soleil, 1907
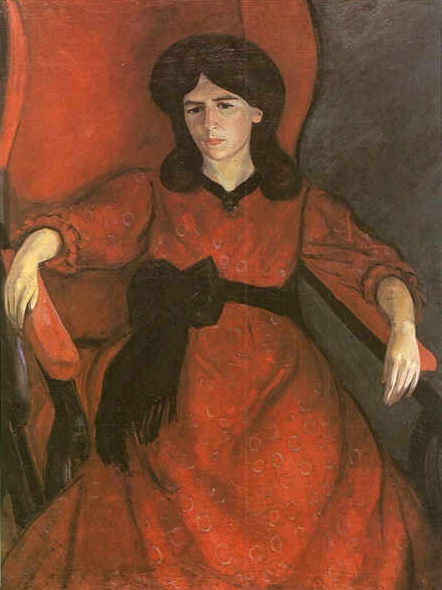
Lisa sur une chaise, 1910
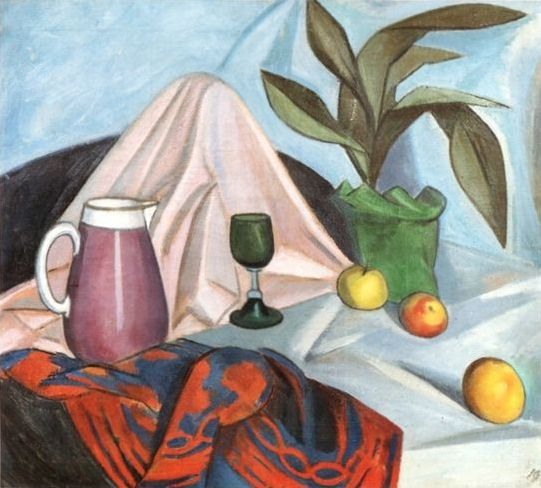
Nature morte, 1910
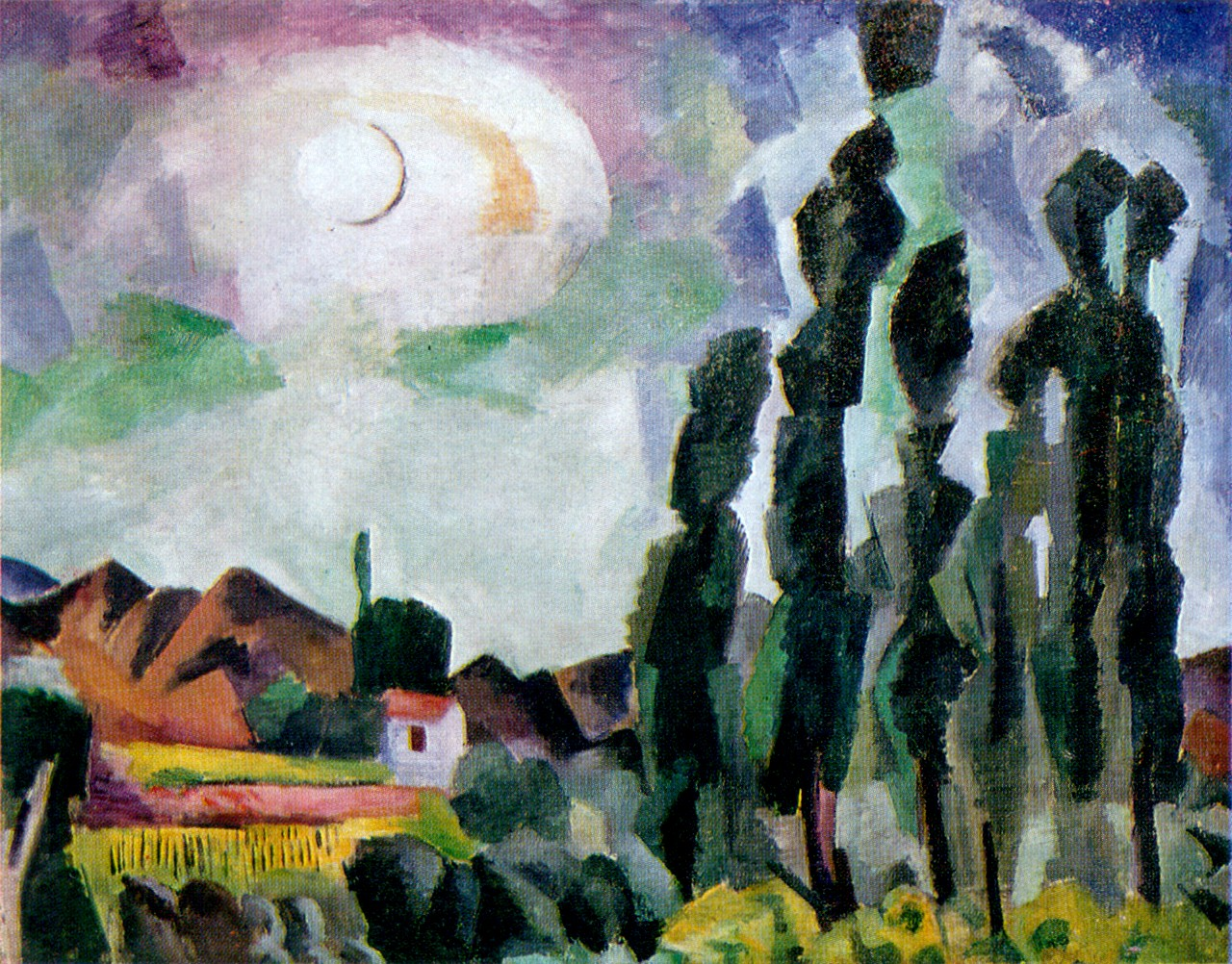
Le soleil en Crimée, 1916
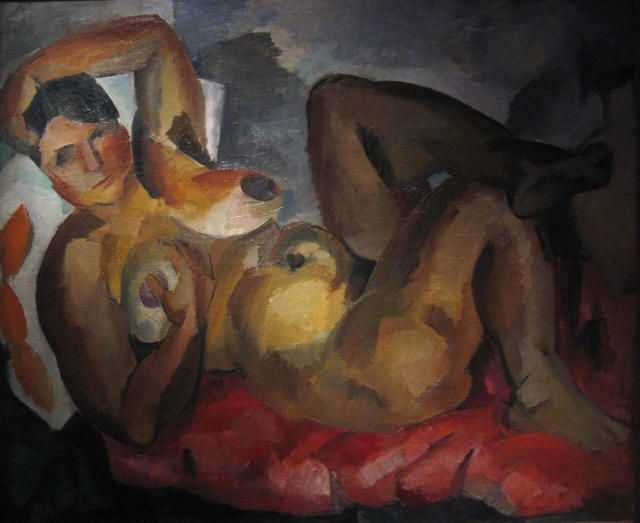
Nu, 1916
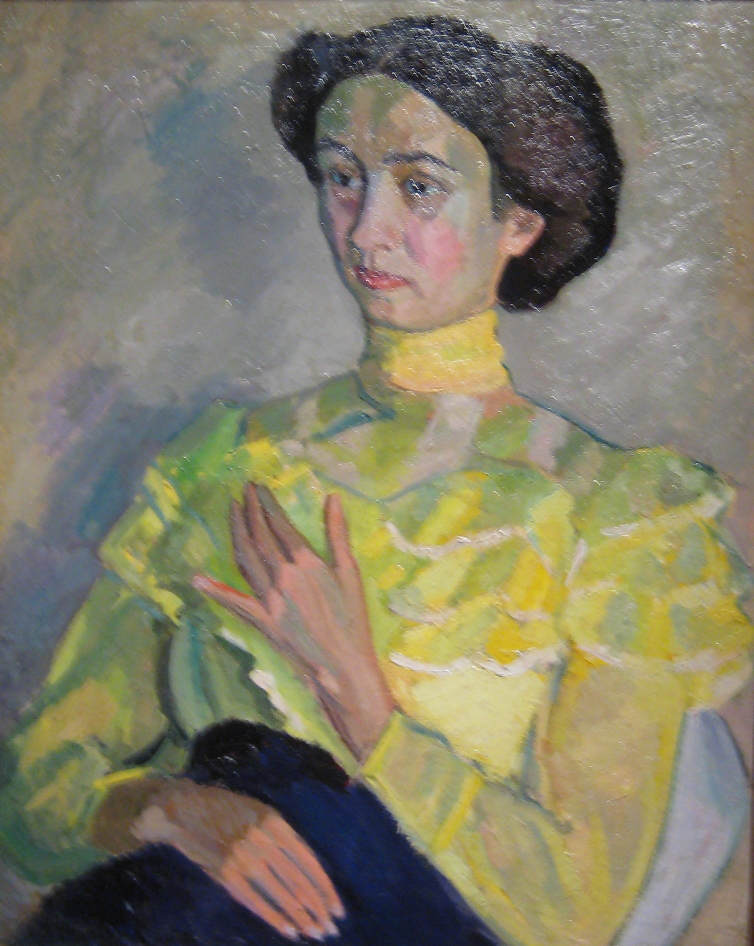
Femme en jaune, 1910